# Convent de San Francisco (Gasteiz / Vitòria)
El Convent de San Francisco de Gasteiz (Vitòria) fou un convent d'estil gòtic fundat el 1214 per Francesc d'Assís. Durant set segles d'existència va jugar un paper molt important en la vida de la ciutat, i fou també cap de custòdia d'un conjunt de convents que cobrien un ampli territori. Fou demolit el 1930, quan estava en procés de ser protegit mitjançant la inclusió en el Tresor Artístic Nacional, a causa d'interessos relacionats amb l'especulació immobiliària.

## Història
Tot i no haver-n'hi constància documental, la tradició insisteix que el convent el va fundar al 1214 Francesc d'Assís que, en alguna de les seues peregrinacions per la península Ibèrica, hauria ordenat la construcció d'un petit cenobi. La primera dada documental fefaent sobre la seua existència es data, però, dues dècades més tard, concretament l'any 1236.
Aquesta modesta construcció inicial es va ampliar al llarg del temps, fins a aconseguir l'apogeu durant el segle xviii.
En el segle xix comença la decadència del convent, després de ser objecte d'ocupacions militars. La primera, amb caràcter transitori, fou a causa de la Guerra del Francés. El 1833 el convent fou novament ocupat per militars durant la Primera Guerra carlina, i en la seua precipitada evacuació es va produir la pèrdua de bona part del patrimoni conservat en el convent.
El 1845 el convent passà a propietat de l'estat i s'utilitzà com a caserna i quadra. A començament del segle xx, a causa del seu mal estat de conservació, el Ministeri de Guerra va plantejar a l'ajuntament la cessió del Convent de San Francisco, juntament amb el de Santo Domingo, a canvi de la construcció de dues noves casernes.
Després de més de dues dècades de negociacions, el 1927 el convent passà a ser propietat municipal i tot seguit el batle va proposar enderrocar-lo totalment, malgrat les campanyes en pro de conservar-lo i que l'any anterior ja s'havia sol·licitat a l'estat la seua inclusió en el Tresor Artístic.
Malgrat el seu valor històric i artístic, el monument fou destruït el 1930 amb la finalitat de construir al solar dos edificis d'habitatges.

## Arqueologia

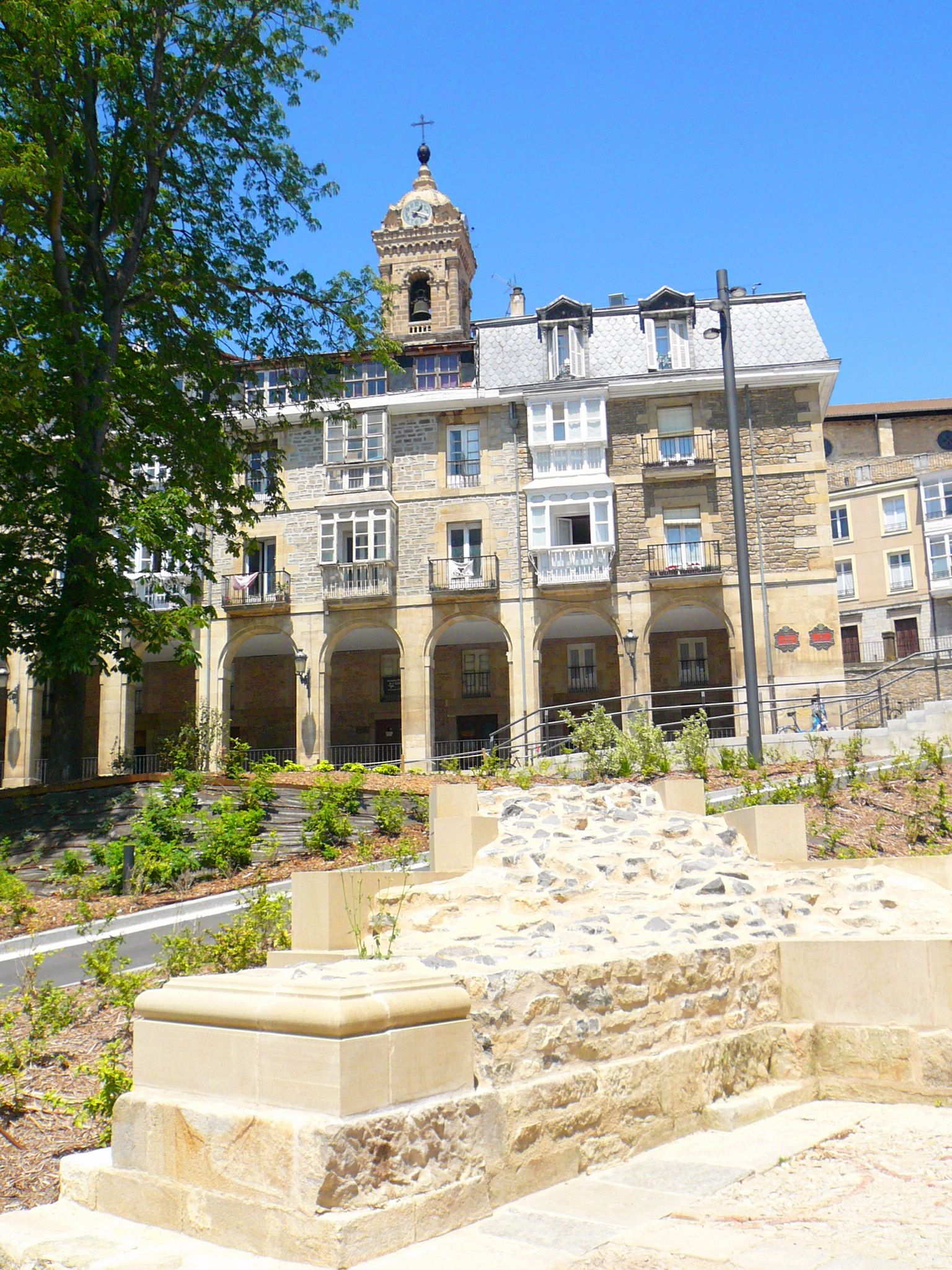
Resta del desaparegut Convent de San Francisco al carrer Estatut de Guernica de Gasteiz

Malgrat l'enderrocament, algunes restes del convent encara continuen dempeus, en un pati interior, inaccessible per al públic en general. Aquestes restes es corresponen amb una part de la capella Major i amb el que eren les capelles de sant Jaume, de Santa Caterina i de la Magdalena.
Les primeres troballes arqueològiques en l'àrea que ocupava el convent es van produir l'any 2005. Fou per la construcció d'un aparcament subterrani en el veí carrer Olaguibel que van aparéixer les restes d'un parell d'esquelets, probablement dues persones enterrades al claustre.
Els descobriments arqueològics en foren molt més rellevants el 2019. Amb motiu de la reurbanització de la zona immediata a la Costa de San Francisco, es van trobar les restes de l'antic pòrtic (amb sòls de còdol i rajola), així com un conjunt d'enterraments pertanyents a dos cementeris dels segles XIII i XIV.
L'any 2021 es feren nous treballs arqueològics en aquest pati interior inaccessible en què encara hi ha restes del convent.

### Capella Major de les dones
Quatre tombes de dones presidien la capella Major del Convent de San Francisco: Berenguela López d'Haro (1220-1296), promotora de la construcció del convent, Isabel Téllez de Castella (†1401), Leonor de Guzmán (†1448), i María Hurtado de Mendoza (1390 ca.-1472). Aquest fet és curiós (perquè és un convent masculí) i sembla suggerir que, amb aquestes tombes, aquelles dones volien reafirmar el llinatge que compartien, i la reivindicació del paper de les dones dins del llinatge.